# Kanton Bressuire
Kanton Bressuire is een kanton van het Franse departement Deux-Sèvres. Kanton Bressuire maakt deel uit van het arrondissement Bressuire en telde 24.165 inwoners in 2019.

## Gemeenten
Het kanton Bressuire omvatte tot 2014 de volgende gemeenten:
- Boismé
- Bressuire (hoofdplaats)
- Chiché
- Faye-l'Abbesse

Door het decreet van 18 februari 2014, met uitwerking op 22 maart 2015, werden de gemeenten
- Geay
- La Chapelle-Gaudin

eraan toegevoegd.

Op 1 januari 2016 werd La Chapelle-Gaudin opgenomen in de fusiegemeente (commune nouvelle)  Argentonnay.  Bij decreet van 7 november 2019 werd zij dan ook overgeheveld naar het kanton Mauléon, waar de rest van de fusiegemeente al toe behoorde.